# FLYWAY
FLYWAY – szwedzki system PRT zaproponowany przez firmę Swede Track System Inc.
Charakteryzuje się pojazdami o zróżnicowanej wielkości i podwieszanymi do górnej szyny w postaci konstrukcji z modułowych pudeł z dolną szczeliną.  Pojazdy mogą zmieniać kierunek przechodząc w jednej szyny na drugą
w sposób bezwrotnicowy poprzez uniesienie prawych lub lewych kół nośnych i czasowego wyłączenia ich z kolizji rozjazdu. 